# Nadányi Miklós
Körös-nadányi báró Nadányi Miklós (szlov. Mikuláš Nadaný, lat. Nicolaus Nadany) szőgyéni, verebélyi (1644), majd nógrádi (1654-1663) várkapitány. Az első verebélyi illetőségű személy akiről portré maradt fenn.
1626-ban említik először Verebély budai pasa általi ostromának visszaverésekor. 1638-ban bevádolták a béke megszegéséért és fogságba vetették, de Esterházy Pál közbenjárt érte és végül szabadon engedték. 1639-től Nógrád várának alkapitánya Miskey István mellett. 1642-ben Drégelypalánk helyett Szőgyén kapitányságát kapta. 1646-ban tiltakozott Esztergom vármegye közgyűlésén az ellene felhozott vádak ellen. 1646-ban Érsekújvárból kiindulva a Nyitra vidékéről elvonulóban lévő törököket a Vezekényi csatában szétverte és a foglyokat kiszabadította. 1652-ben a 2. Vezekényi csatában, melyben négy Esterházy esett el, maga Forgách Ádám hívta harcba. 100 lovasból álló hada nagy veszteségeket szenvedett és ő maga is lováról lefordulván egy török buzogányától sérült meg. Ezen csatáról is maradt fenn ábrázolás. 1652-ben Nyitra vármegye követe. 1654-től a töröknek való átadásáig (1663) Nógrád főkapitánya. Összetűzésbe került Bercsényi Imrével.
1659-ben vitézségeiért I. Lipót bárói rangra emelte. 1663 körül a verebélyi várat vejének Sigrai Ferencnek ajándékozta, aki özvegy lányát Zsófiát vette feleségül, míg Érsekújvár eleste után a nógrádi várat ellenállás nélkül engedte át Apaffynak és a töröknek. Nógrád eleste után további véghelyeket pusztítottak el, vagy adták meg magukat. Ezek után többé nem szerepel a forrásokban. Felesége Mindszenty Magdolna volt. Mivel egyetlen fia 1671-ben lévai kapitányként meghalt, 3 lányával a Nadányi család bárói ága kihalt.
Első címerében két pontyot tartó kar látható, későbbi címere a pontyot tartó karok mellett két oroszlánt és 3 kiütött fogat tartalmazott. 1649-ben használt pecsétjéről Frederik Federmayer közölt adatokat. Komáromszemerei birtokrészeit 1654-ben Tánczos Péternek zálogosítja el.

## Galéria

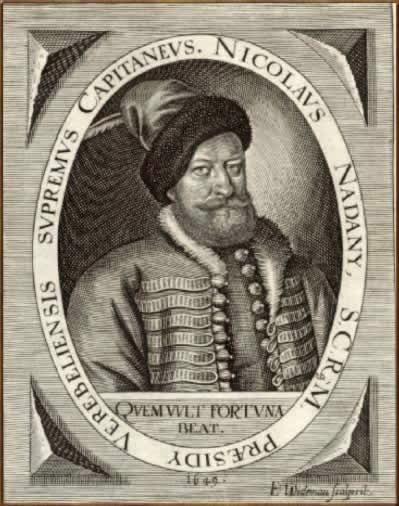
1649-ből
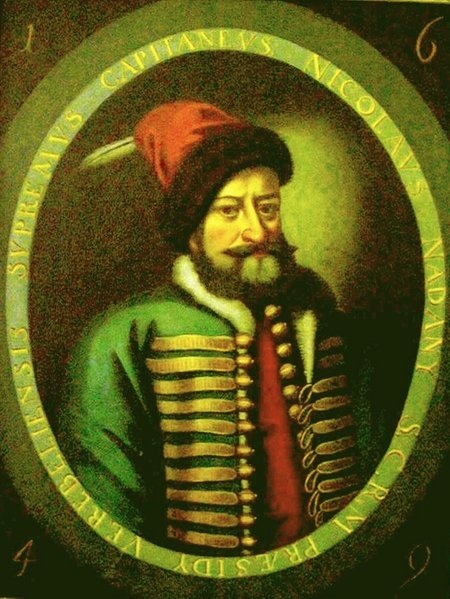
olajfestmény
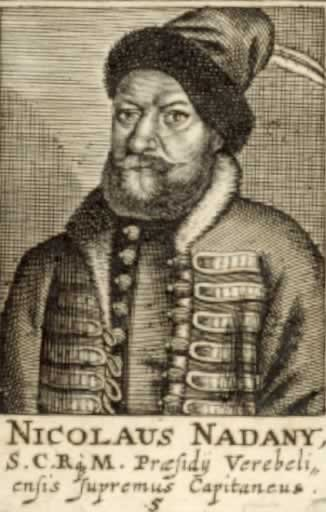

## Külső hivatkozások
- Žitava.sk